# Diabolical Masquerade
Diabolical Masquerade bio je švedski jednočlani black metal-sastav s utjecajima progresivnog metala. Grupu je 1993. godine u Stockholmu kao sekundarni glazbeni projekt osnovao Anders Nyström (znan i kao Blakkheim), poznat kao gitarist skupine Katatonia.

## Povijest
Sastav je 1993. godine osnovao Anders "Blakkheim" Nyström, član grupe Katatonia, koji ga je smatrao svojim studijskim i samostalnim glazbenim projektom te koji je osnovao kako bi bio u mogućnosti skladati ekstremniju glazbu dok bi s Katatoniom istraživao blaže atmosfere. Iste je godine Blakkheim snimio promotivni demouradak i potom potpisao ugovor s francuskom diskografskom kućom Adipocere Records. Godine 1995. sastav je ušao u studio Unisound pod paskom producenta Dana Swanöa, znanog kao člana grupe Edge of Sanity, kako bi snimio svoj prvi studijski album, Ravendusk in My Heart. Album je bio objavljen 1996. godine. 
Drugi je album sastava, The Phantom Lodge, bio snimljen u rujnu 1996. godine, ponovno u studiju Unisound, te je bio objavljen u travnju 1997. godine.
Krajem 1997. Nyström je prekinuo ugovor s izdavačem Apidocere Records i potpisao ugovor s Avantgarde Music, koja je 1998. godine objavila treći album sastava, Nightwork. Za koncept naslovnice zaslužan je Nyström, ali je na njenom stvaranju radila grupa profesionalnih umjetnika.
Konačni je album grupe, Death's Design, bio objavljen 2001. godine. Nyström je izjavio da je navedeni nosač zvuka trebao biti album filmske glazbe za jedan švedski horor film, no kasnije se ispostavilo da je to bila samo smicalica.
Diabolical Masquerade prestao je postojati u rujnu 2004., nakon što Nyström nije bio dovoljno inspiriran za skladanje i snimanje petog albuma grupe.

## Glazbeni stil
Glazba sastava čvrsto je ukorijenjena u avangardnom i melodičnom black metalu s ponekim utjecajima death i thrash metala. Nyström je želio eksperimentirati sa strukturom pjesama, temama i kompozicijom. Ovo je najistaknutije na posljednjem albumu Diabolical Masqueradea, Death's Design. Pjesme na albumu oblikovane su u format filmske glazbe za nepostojeći švedski horor film, sa 61 pjesmom podijeljenom u dvadeset stavaka, od kojih svaki sadrži posebnu tematiku i atmosferu. Death's Design sadrži mnoge prijelaze tijekom kojih su prisutni razni žanrovi i stilovi te se u njima eksperimentira s progresivnim rockom, progresivnim metalom, ambijentalnom i klasičnom glazbom te ritmom.

## Diskografija
Studijski albumi
- Ravendusk in My Heart (1996.)
- The Phantom Lodge (1997.)
- Nightwork (1998.)
- Death's Design (2001.)

Demo uradci
- Promo 1993 (1993.)

## Članovi sastava
Konačna postava
- Blakkheim — vokali, gitara, bas-gitara, klavijature, efekti (1993. – 2004.)
- Dan Swanö — prateći vokali, bubnjevi, klavijature, efekti

## Vanjske poveznice
- Službene stranice sastava